# Erna Aas
Erna Aas (5 september 1923 - 16 maart 2004) was een schaatsster uit Noorwegen.

## Resultaten

### Wereldkampioenschappen
| Jaar | Jaar     | Plaats    | Resultaten   | Resultaten                                 |
| ---- | -------- | --------- | ------------ | ------------------------------------------ |
| 1949 | Allround | Kongsberg | 13e Allround | 15e 500 m 14e 1000 m 13e 3000 m 12e 5000 m |

### Noorse kampioenschappen
| Jaar | Resultaten       | Resultaten                              |
| ---- | ---------------- | --------------------------------------- |
| 1947 | 5e Allround      | 7e 500 m 5e 1000 m 4e 1500 m 3e 3000 m  |
| 1948 | Niet deelgenomen | Niet deelgenomen                        |
| 1949 | Allround         | 6e 500 m 2e 1000 m 3e 1500 m 3e 3000 m  |
| 1950 | - Allround       | - 500 m 2e 1000 m 2e 1500 m 2e 3000 m   |
| 1951 | 5e Allround      | 5e 500 m 3e 1000 m 10e 1500 m 3e 3000 m |

## Persoonlijke records
| Afstand    | Tijd     | Datum            | Baan      |
| ---------- | -------- | ---------------- | --------- |
| 500 meter  | 54,80    | 12 februari 1949 | Kongsberg |
| 1000 meter | 1.51,40  | 25 februari 1950 | Gjøvik    |
| 1500 meter | 2.52,70  | 25 februari 1950 | Gjøvik    |
| 3000 meter | 6.03,60  | 25 februari 1950 | Gjøvik    |
| 5000 meter | 10.45,70 | 12 februari 1949 | Kongsberg |